# 中途の家
『中途の家』（ちゅうとのいえ、Halfway House ）は、1936年に発表されたエラリー・クイーンの長編推理小説。
エラリー・クイーン（作者と同名の探偵）が登場する作品であり、タイトルに国名が含まれる、いわゆる「国名シリーズ」から脱却した最初の作品である。

## あらすじ
ジョー・ウィルソンは、フィラデルフィアでかなり若い妻を持つ貧しい巡業セールスマンである。ジョーセフ・ケント・ギンボールは裕福で社会的に著名なニューヨーカーで、エレガントで貴族的な妻を持っている。これらの2人の非常に異なる男性は、実際には同じ男性であり、奇妙な二重生活を送っている重婚者だった。彼の欺瞞は、ニュージャージー州トレントン郊外の川沿いの小屋である彼の「中途の家」で殺害された後、世界に明らかになった。しかし、誰が彼を殺したのか？
古い友人を助けるために調査に引き込まれたエラリー・クイーンは、被害者の奇妙な二重生活を超えて、確固たる事実を探そうとする。そこで彼は革新的な謎を問いかける。：「殺害されたのはジョーかジョセフか？」まず手がかりとなったのは、事件の直前、ジョーゼフ・ギンボールが、自分の生命保険の死亡時の100万ドルの受け取り手を妻のジェシカ・ギンボールから、ルーシー・ウィルソンに変更したこと。ルーシーの車が車庫になく、この車に乗ったベールをかぶった女性が、問題の中途の家方面に行くのを見たという目撃から、ルーシーが逮捕され、裁判で有罪になり、20年の禁固刑の判決が出る。しかし、現場にはジョーゼフの娘も来ていて、婚約指輪の宝石をここで落としていた。犯人が残したはずの手紙や燃えたマッチを再検討し、クイーンは、一見取るに足らない手がかりから論理的推論を拡張していくという難行に取り組み、最終的に、この事件でたった一人しか該当し得ないという殺人者のプロフィールを絞り出す。

## 提示される謎
- フーム・ダニット（二重生活の被害者は、どちらの人間として殺されたのか）

## 特徴
- 「読者への挑戦」は本作で最後となっている[4]。
- 容疑者女性の裁判場面に多くのページが割かれており、判決まで進む。

## 作品の評価
- EQアンケート92位[5]。また、エラリー・クイーン自身は、本作を「自選ベスト３」に選んでいる[6]。

## 日本語訳書
- 『中途の家』（井上勇） 創元推理文庫104-17 ISBN 978-4-488-10417-7
- 『途中の家』（青田勝） ハヤカワ・ミステリ文庫2-19 ISBN 978-4-15-070119-2
- 『中途の家』（越前敏弥） 角川文庫 ISBN 978-4-041-01458-5